# Qiu Chuji
 (juin 2016).
Si vous disposez d'ouvrages ou d'articles de référence ou si vous connaissez des sites web de qualité traitant du thème abordé ici, merci de compléter l'article en donnant les références utiles à sa vérifiabilité et en les liant à la section « Notes et références ».
Qiu Chuji (chinois simplifié : 丘处机 ; chinois traditionnel : 丘處機 ; pinyin : qiū chǔjī) ou Chang Chun (长春 / 長春, chángchūn, « Printemps long ») est un moine taoïste de la province du Shandong (1148-23 juillet 1227), disciple du fondateur du courant Quanzhen Dao, Wang Chongyang. Il est lui-même le fondateur de la branche du taoïsme Longmen (龙门 / 龍門, « Porte du dragon »).

## Carrière religieuse
Il est influent à la cour des Jin.
En 1219, Qiu Chuji, déjà âgé, reçut une invitation de Gengis Khan, qui avait pris quatre ans auparavant Yanjing (Pékin). La lettre, datée du 15 mai 1219 a été conservée. Parti en février 1220 avec dix-huit disciples pour Yanjing, Qiu Chuji appris en arrivant que le khan était reparti en expédition en Asie Centrale. Après un an de séjour dans la ville, il se remit en route et rejoignit enfin le conquérant mongol dans le Nord de l'Afghanistan, près de l’Hindū-Kūsh (aujourd'hui dans les environs de Kaboul) aux environs de mai 1222. Le khan lui manifesta un grand respect, le nommant « immortel ». Il, nomma Quanzhen responsable des religions pour l’ensemble de la Chine et exempta tous ses maîtres d'impôt et de corvée. Don fut fait à Qiu Chuji d'une partie des jardins impériaux de Pékin et du temple taoïste du Faite suprême (太极观 / 太極觀, tàijí guàn) qui s’y trouvait.
Un des ses disciple qui l'accompagnait Li Zhichang 李志常 tint un journal de voyage. Un autre admirateur du sage, Sun Xi 孙锡, le publia, et écrivit une préface, datée de 1228.  Le texte est intitulé Voyage en Occident du maitre taoïste Changchun  (Chǎngchūn zhēnrén xīyóu jì 長春真人西遊記).